# خانه‌های شرکت نفت (شماره ۳۳۹۵)
منازل شرکت نفت (شماره ۳۳۹۵) مربوط به دوره پهلوی است و در شهرستان‌آبادان، بوارده شمالی، شماره ۳۳۹۵ واقع شده و این اثر در تاریخ ۱۷ اسفند ۱۳۸۱ با شمارهٔ ثبت ۷۹۵۳ به‌عنوان یکی از آثار ملی ایران به ثبت رسیده است.